# Настільний теніс на літніх Олімпійських іграх 1996
Змагання з настільного тенісу на літніх Олімпійських іграх 1996 в Атланті тривали з 20 липня до 4 серпня в Міжнародному конгрес-центрі Джоржії. Розіграно 4 комплекти нагород.

## Країни-учасниці
Змагалися 166 спортсменів (85 чоловіків і 81 жінка) з 51-єї країни.
- Австралія (5)
- Австрія (4)
- Білорусь (2)
- Бельгія (2)
- Боснія і Герцеговина (1)
- Бразилія (4)
- Канада (5)
- Чилі (4)
- Китай (8)
- Хорватія (4)
- Чехія (3)
- Домініканська Республіка (1)
- Франція (6)
- Німеччина (7)
- Гана (2)
- Велика Британія (4)
- Греція (2)
- Гонконг (4)
- Угорщина (4)
- Індія (2)
- Індонезія (2)
- Італія (3)
- Ямайка (2)
- Японія (8)
- Кувейт (1)
- Ліван (1)
- Литва (1)
- Мексика (1)
- Нідерланди (6)
- Нова Зеландія (1)
- Нігерія (4)
- КНДР (7)
- Перу (2)
- Польща (2)
- Катар (1)
- Румунія (5)
- Росія (4)
- Сінгапур (1)
- Словаччина (1)
- Південна Корея (8)
- Судан (1)
- Швеція (7)
- Швейцарія (1)
- Китайський Тайбей (6)
- Тринідад і Тобаго (1)
- Туніс (1)
- Туркменістан (1)
- Уганда (3)
- США (6)
- Венесуела (1)
- СР Югославія (3)

## Таблиця медалей
| Місце              | Країна                  | Золото | Срібло | Бронза | Загалом |
| ------------------ | ----------------------- | ------ | ------ | ------ | ------- |
| 1                  | Китай (CHN)             | 4      | 3      | 1      | 8       |
| 2                  | Китайський Тайбей (TPE) | 0      | 1      | 0      | 1       |
| 3                  | Південна Корея (KOR)    | 0      | 0      | 2      | 2       |
| 4                  | Німеччина (GER)         | 0      | 0      | 1      | 1       |
| Загалом (4 збірні) | Загалом (4 збірні)      | 4      | 4      | 4      | 12      |

## Медальний залік
| Дисципліна                  | Золото                       | Срібло                        | Бронза                        |
| --------------------------- | ---------------------------- | ----------------------------- | ----------------------------- |
| одиночний розряд (чоловіки) | Лю Ґолян · Китай             | Ван Тао · Китай               | Йорг Росскопф · Німеччина     |
| парний розряд (чоловіки)    | Лю Ґолян і Кун Лінхуей (CHN) | Люй Лінь і Ван Тао (CHN)      | Лі Чхоль Син і Ю Нам Ґю (KOR) |
| одиночний розряд (жінки)    | Ден Япін · Китай             | Чень Цзин · Китайський Тайбей | Цяо Хун · Китай               |
| парний розряд (жінки)       | Ден Япін і Цяо Хун (CHN)     | Лю Вей і Цяо Юньпін (CHN)     | Пак Хе Чон і Рю Чі Хьо (KOR)  |